# Piotr Rembas
Piotr Rembas (ur. 12 sierpnia 1975 w Gorzowie Wielkopolskim) – polski żużlowiec.

## Życiorys

### Życie prywatne
Syn Jerzego Rembasa – również żużlowca.

### Kariera sportowa
Sport żużlowy uprawiał w latach 1991–2011, reprezentując barwy klubów: Stal Gorzów Wielkopolski (1991–1995), J.A.G. Speedway Club Łódź (1996, 1998), Iskra Ostrów Wielkopolski (1997), ŁTŻ Łódź (1999–2001), TŻ Łódź (2002–2003), Kolejarz Opole (2004–2009) oraz Polonia Piła (2010–2011).
Srebrny medalista drużynowych mistrzostw Polski (1992). Dwukrotny medalista młodzieżowych drużynowych mistrzostw Polski: srebrny (Rzeszów 1994) oraz brązowy (Gorzów Wielkopolski 1995). Srebrny medalista młodzieżowych mistrzostw Polski par klubowych (Krosno 1994). Finalista młodzieżowych indywidualnych mistrzostw Polski (Toruń 1993 – IX miejsce). Dwukrotny finalista turniejów o "Brązowy Kask" (Tarnów 1993 – X miejsce, Piła 1994 – IX miejsce). Finalista turnieju o "Srebrny Kask" (Gorzów Wielkopolski 1994 – jako rezerwowy). Finalista turnieju o "Złoty Kask" (Bydgoszcz 2004 – XVI miejsce).
Dwukrotny finalista Pucharu MACEC (2006 – XI miejsce, 2010 – VI miejsce). Czterokrotny uczestnik finałów indywidualnych mistrzostw Łotwy (2003 – IV miejsce, 2004 – IV miejsce, 2006 – IV miejsce, 2010 – XV miejsce).